# Godzilla: återkomsten
Godzilla: återkomsten (originaltitel, japanska: シン・ゴジラ, Shin Gojira, engelsk titel: Shin Godzilla) är en japansk kaijufilm från 2016 hörande Godzilla-franchisen. Filmen producerades av Tōhō och regisserades av Hideaki Anno och Shinji Higuchi. I Sverige släpptes filmen på DVD, Blu-Ray och beställvideo 2019.
Filmens synopsis är en nyinspelning av Godzilla-originalet från 1954 – Godzilla – monstret från havet – fast satt i dagens moderna Japan. Filmens slut skiljer sig även från originalet, där syreförstöraren byts ut mot koaguleringsmedel och tar plats i stadskärnan istället för havet.